# Science-Fiction-Jahr 1830
Übersicht

◄◄ | ◄ | 1826 | 1827 | 1828 | 1829 | Science-Fiction-Jahr 1830 | 1831 | 1832 | 1833 | 1834 | ► | ►►

Weitere Ereignisse

## Geboren
- Karl Friedrich Biltz († 1901)
- Robert Hamerling († 1889)